# Аліса Бурбон-Пармська (1849—1935)
Аліса Бурбон-Пармська (італ. Alice di Borbone-Parma), повне ім'я Алісія Марія Кароліна Фердинанда Рахель Джованна Філомена (італ. Alicia Maria Carolina Ferdinanda Rachael Giovanna Filomena), ( 27 грудня 1849 —  16 січня 1935) — пармська принцеса з династії Бурбонів, донька герцога Парми Карло III та французької принцеси Марії Терези, дружина останнього великого герцога Тоскани Фердинанда IV.

## Біографія

### Ранні роки

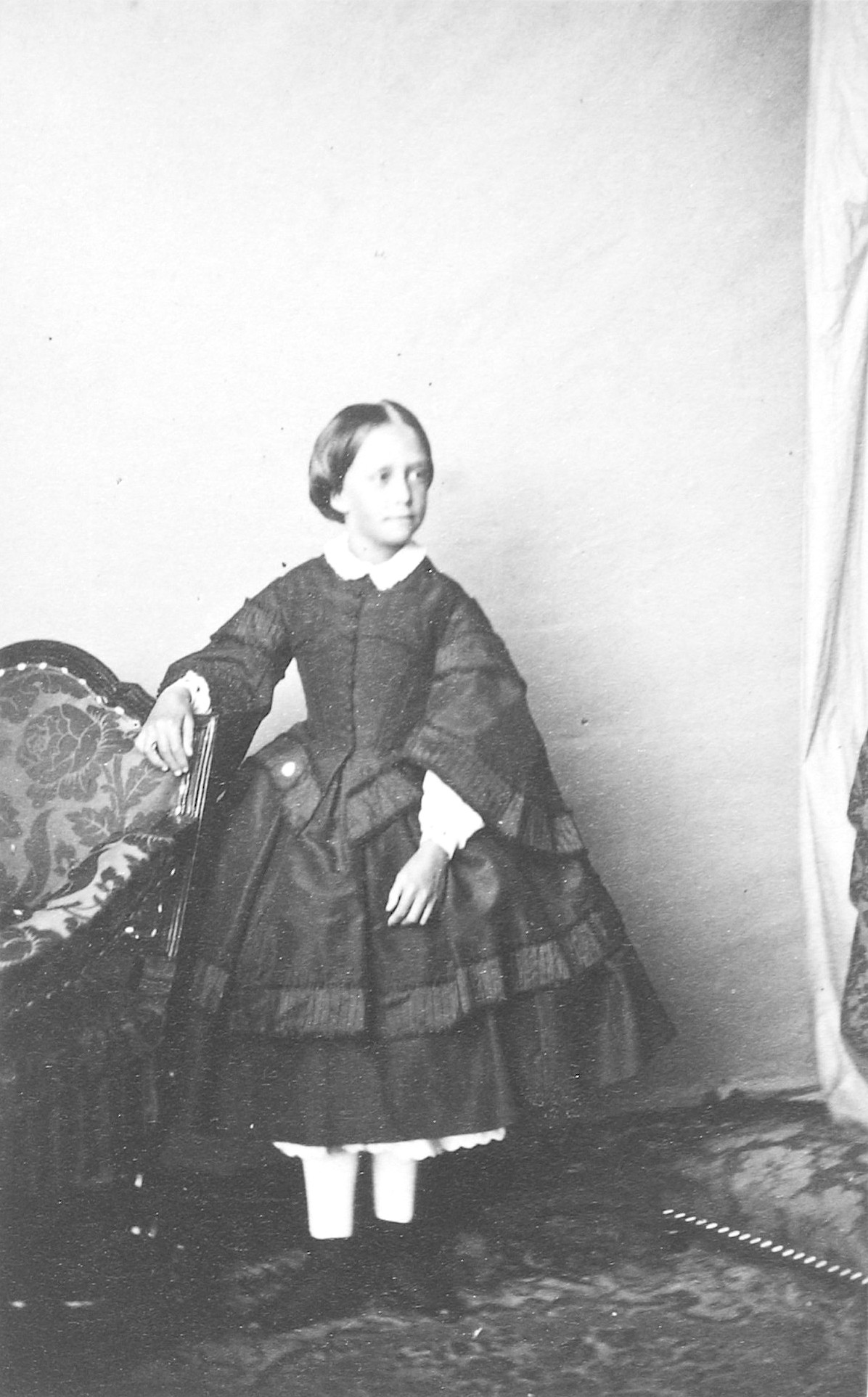
Світлина 1860 року

Народилась 27 грудня 1849 року у Пармі. Була третьою дитиною та другою донькою в родині герцога Парми та П'яченци Карло III та його дружини Марії Терези д'Артуа, дочки Карла Фердинанда, герцога Берійського. Мала старшу сестру Маргариту та брата Роберто. Згодом у неї з'явився молодший брат Енріко.
У 1853 році шлюб батьків фактично розпався, а у березні 1854 року Карло був убитий на вулицях Парми невідомим. Матір стала регенткою при малолітньому Роберто, який успадкував престол. У 1859 році, внаслідок австро-італо-французької війни, невдоволений народ вимагав приєднання герцогства до Сардинії. У квітні Марія Луїза виїхала з дітьми до Венеції, а у червні тимчасовий уряд проголосив приєднання Парми до Сардинії.
За вихованням Аліси слідкувала бонна-француженка, мадам Рено, яку згодом змінила гувернантка-італійка, сеньйорина Додічі. Пізніше принцеса разом зі старшою сестрою навчалися у школі-інтернаті, яка містилася у Ріденбурзькому замку, при монастирі Сакре-Кер у Брегенці. Мовою навчання була французька.
У січні 1864 року відбулися заручини Аліси із правлячим князем Ліхтенштейну Йоганном II, який дуже подобався дівчині, але наречений розірвав заручини у грудні того ж року. Оскільки Йоганн згодом так і не одружився й не мав коханок, деякі сучасники стверджували, що він був гомосексуалом.

### Шлюбне життя
Аліса у віці 18 років була видана заміж за 32-річного великого герцога Тоскани Фердинанда IV. Наречений мешкав у Австрії, був удівцем і мав доньку від першого шлюбу. Фактичним володарем він не був, оскільки королівство Сардинія анексувало Тоскану у 1860 році, а Національні збори скинули його ще перед тим. Весілля відбулося 11 січня 1868 у замку Фрохсдорф у селищі Ланценкірхен, який належав графу Шамбору, дядьку нареченої. Оселилися молодята у Зальцбурзі. Невдовзі Аліса завагітніла і вже у грудні народила сина. Всього у подружжя було десятеро дітей.

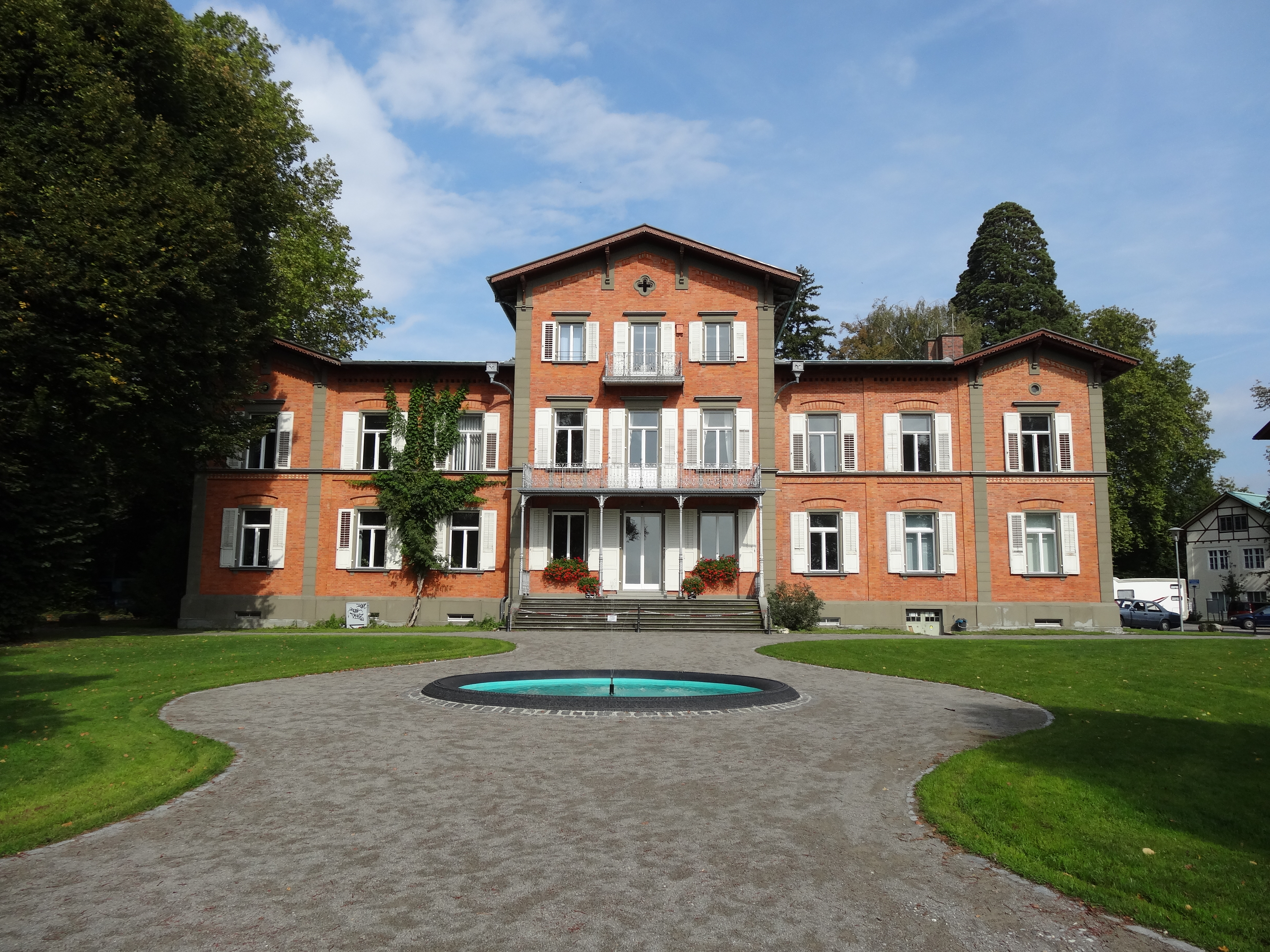
Вілла Тоскана

У 1874 році була збудована вілла Тоскана в Ліндау на Боденському озері, яка стала літньою резиденцією сімейства. Також проводили інколи літо у маєтку в Шлакенверті в Богемії. Часто навідували родичів у Відні, Саксонії та Баварії. Хоча подружжя все життя провело в Австрії, вдома вони розмовляли італійською та вели життя в італійському дусі.
У 1877 році Аліса у супроводі падчерки, ерцгерцогині Марії Антуанетти, здійснила поїздку до Риму, де мала аудієнцію у Папи Римського Пія IX.
У 1908 році Фердинанд помер. Велика герцогиня після Першої світової війни з трьома молодшими доньками оселилася у Швертбергу.
Пішла з життя 16 січня 1935 року у Швертбергу. Була похована на місцевому цвинтарі. У 2007 році рештки Аліси та її доньок були перепоховані на цвинтарі Санкт-Гільгену.

## Родина

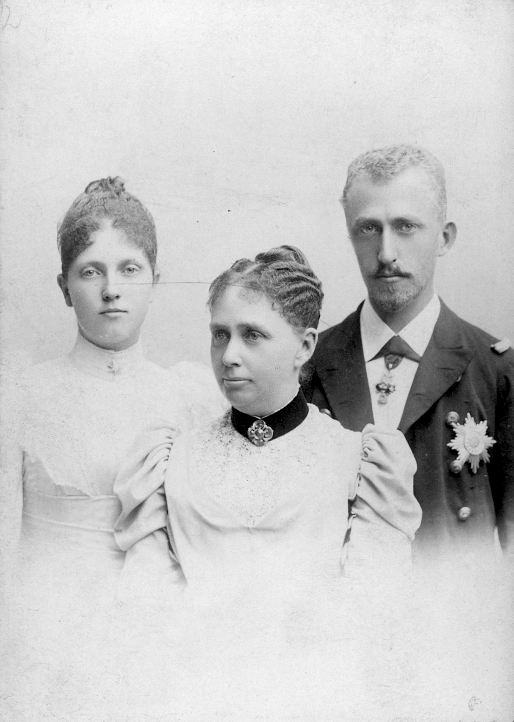
Світлина Аліси зі старшими дітьми роботи Рудольфа Крживанека

Чоловік —  Фердинанд IV (великий герцог Тосканський)
Діти:
- Леопольд Фердинанд (1868—1935) — полковник австрійської армії, відмовився від титулу, був тричі морганатично одруженим, дітей не мав;
- Луїза (1870—1947) — була двічі одружена , перший шлюб з Фрідріхом Августом Саксонським, мала восьмеро дітей від обох шлюбів,
- Йозеф Фердинанд (1872—1942) — титулярний великий герцог Тоскани у 1908—1921 роках, генерал-полковник австрійської армії, був двічі морганатично одруженим, мав двох дітей від другого шлюбу;
- Петер Фердинанд (1874—1948) — титулярний великий герцог Тоскани у 1921—1948 роках, був одружений із сицилійською принцесою Марією Крістіною, мав четверо дітей;
- Генріх Фердинанд (1878—1969) — генерал-майор австрійської армії, художник, фотограф, був морганатично одружений з Марією Кароліною Лудешер, мав трьох дітей;
- Анна Марія (1879—1961) — дружина князя Гогенлое-Бартенштайна та Ягстберга Йоганнеса, мала шестеро дітей;
- Маргарита (1881—1965) — одружена не була, дітей не мала;
- Германа (1884—1955) — одружена не була, дітей не мала;
- Фердинанд Роберт (1885—1895) — прожив 10 років;
- Агнеса (1891—1945) — одружена не була, дітей не мала.

## Нагороди
- Орден королеви Марії Луїзи (Іспанія).

## Цікаві факти
- У 1885 році фрейліною Аліси була Марія-Тереза Ледоховська, яка у 1975 році була беатифікована Папою Римським Павлом VI.